# Кабесас, Омар
Омар Кабесас Лакайо (исп. Omar Cabezas Lacayo, род. в 1950, Леон) — никарагуанский революционер, политик и писатель. Член руководства СФНО, начальник политического управления министерства внутренних дел, команданте де бригада Сандинистской народной армии.
Во время партизанской борьбы против диктатуры, вместе с Байярдо Арсе, Мануэлем Моралесом, Моникой Бальтодано и Мануэлем Майреной входил в состав регионального руководства севера.
Единственным из четырёх братьев-сандинистов вернулся живым после партизанской войны в горах.
Его книгу «Становление бойца-сандиниста» высоко оценили Габриэль Гарсиа Маркес и Эрнесто Карденаль.

## Книги
- Становление бойца-сандиниста. Москва, «Прогресс», 1987